# Ian McKellen
Sir Ian Murray McKellen (n. 25 mai 1939, Burnley, Anglia, Regatul Unit) este un actor englez. El a primit un premiu Tony, doua nominalizări la premiul Academiei Americane de Film, și cinci nominalizări la Premiul Emmy. Este cunoscut pentru mai multe roluri, cum ar fi Gandalf din Stăpânul Inelelor și Hobbitul, Sir Leigh Teabing în Codul lui Da Vinci, Magneto din filmele X-Men, X2: X-Men United, X2: X-Men United, X-Men: Ultima înfruntare și X-Men: Viitorul este trecut, Sherlock Holmes în Mr. Holmes, Cogsworth în Frumoasa și bestia etc.
În 1988, McKellen a anunțat public că este homosexual. Devine membru fondator al organizației Stonewall, unul dintre cele mai influente grupuri care militează pentru drepturile LGBT din Marea Britanie. McKellen a fost numit cavaler în 1991, pentru serviciile aduse artelor spectacolului.